# Ringenäs skjutfält
Ringenäs skjutfält este o arie protejată (arie specială de conservare — SAC, sit de importanță comunitară — SCI) din Suedia întinsă pe o suprafață de 52,8 ha, integral pe uscat.

## Localizare
Centrul sitului Ringenäs skjutfält este situat la coordonatele 56°41′01″N 12°41′06″E / 56.6835°N 12.6851°E.

## Înființare
Situl Ringenäs skjutfält a fost declarat sit de importanță comunitară în ianuarie 2002 pentru a proteja un număr necunoscut de specii din flora spontană și fauna sălbatică aflate în arealul zonei. Situl a fost protejat și ca arie specială de conservare în martie 2011.

## Biodiversitate
Situată în ecoregiunile continentală și marină Atlantică, aria protejată conține 7 habitate naturale: Pajiști cu Molinia pe soluri calcaroase, turboase sau argilos-nămoloase (Molinion caeruleae), Pajiști fino-scandinave uscate până la mezice, bogate în specii de altitudine mică, Vegetație anuală la limita mareei, Pajiști uscate europene, Formațiuni ierboase bogate în specii de Nardus, dezvoltate pe substraturi silicioase în zone montane (și în zone submontane, în Europa continentală), Pajiști umede nord-atlantice cu Erica tetralix, Vegetație perenă pe țărmurile stâncoase.
La baza desemnării sitului se află un număr nedeclarat de specii protejate.